# Joseph Seidnitzer
Joseph Seidnitzer (* 1920 in Stainz, Steiermark; † 1993 in Innsbruck, Tirol) war katholischer Priester und Missionar und der wegen Ungehorsams abberufene Gründer und geistliche Leiter der Gemeinschaft Werk des Heiligen Geistes, die sich als solche im Jahre 1990 auflöste.

## Leben
Joseph Seidnitzer besuchte das Seminar in Saint-Maurice im Schweizer Kanton Wallis und wurde am 23. Juni 1946 in Sitten durch Bischof Viktor Bieler zum Priester geweiht. Als Missionar war er in Österreich, Deutschland und Italien tätig. Von 1961 bis 1969 wirkte er als Ausländerseelsorger in Toulouse bei Gabriel-Marie Garrone, dann von 1969 bis 1972 als Spitalsseelsorger in Metz bei Bischof Paul Joseph Schmitt.
Aus Akten im Ordinariat von Seidnitzers Heimat-Diözese Graz-Seckau, so die Schweizer Tageszeitung Tages-Anzeiger, gehe hervor, dass er sich wiederholt an jungen Burschen ab 18 Jahren vergangen habe. Der Priester lud die Jugendlichen in seine Wohnung ein, machte sie mit Alkohol gefügig und nötigte sie zu sexuellen Handlungen.
Seidnitzer sei immer wieder rückfällig geworden, doch die Kirche habe es verstanden, die Übergriffe zu vertuschen, und versetzte ihn an andere Orte. Er sei allerdings mehrfach verurteilt worden, zunächst 1954 in der Steiermark zu acht Monaten schwerem Kerker. 1958 verurteilte ihn das Landesgericht Innsbruck wegen Unzucht zu einem Jahr schweren Kerkers, „verschärft durch ein hartes Lager“. Als Seelsorger nach Interlaken versetzt, habe er dort 1960 zwei Jugendliche verführt, ergriff die Flucht, wurde in Innsbruck dingfest gemacht und abermals vom Landesgericht zu 14 Monaten verurteilt.
Nach seiner Haft und weiteren seelsorglichen Einsätzen gründete er 1972 zusammen mit Gebhard Paul Maria Sigl das Werk des Heiligen Geistes; die Gemeinschaft hat sich 1974 in der Villa Jordan der Salvatorianer in Castel Gandolfo bei Rom niedergelassen. 1978 stieß auch der 23-jährige Theologiestudent und spätere Bischof Marian Eleganti zu der Gemeinschaft, verließ sie aber 1990 wieder. Kardinal Gabriel-Marie Garrone, zuständiger Kurienkardinal für Seminare und Universitäten, führte anfänglich wohlwollende Gespräche mit der Gemeinschaft, was sich aber bald änderte. Bedingt durch den innerkirchlichen Druck forderte er 1978 in einem Schreiben Joseph Seidnitzer auf, „sich für eine Zeit der Reflexion und des Gebetes zurückzuziehen, weg von Rom, nach Möglichkeit außerhalb von Italien“. Joseph Seidnitzer ging daraufhin mit seiner Gemeinschaft 1979 nach Innsbruck und betrieb dort ein Studienheim, in dem bis zu 30 Studenten aus verschiedenen Ländern lebten und an der theologischen Fakultät Innsbruck studierten. Aufgrund der Entscheidung von Joseph Seidnitzer, die Gemeinschaft nicht aufzulösen, wurde er im selben Jahr wegen Ungehorsams durch den Diözesanbischof von Graz-Seckau, Johann Weber, vom Priesterdienst suspendiert.
Der Innsbrucker Bischof Reinhold Stecher sprach sich in der Folge mehrmals gegen die Gemeinschaft aus und veröffentlichte am 15. Oktober 1985 eine „Erklärung betreffend eines angeblichen Priesterseminars in Innsbruck“, worin er schrieb: „Es war uns nie möglich von P. Seidnitzer selbst […] genaue Auskunft über Natur und Zweck, Organisation und Geldquellen seiner Kommunität zu erhalten. Diese könnte daher niemals unsere Legitimation erhalten und besitzt sie auch jetzt nicht“.
Da die Gemeinschaft aber immer noch bestehen blieb, ließ Bischof Reinhold Stecher im Jahr 1988 ein Kanzelwort verlesen, in dem es hieß, das Studienhaus sei „keine Einrichtung der katholischen Kirche“. Das Kanzelwort musste am 9. Oktober 1988 oder am darauffolgenden Sonntag in allen Kirchen der Innsbrucker Diözese bei allen Gottesdiensten verlesen werden. In den darauffolgenden beiden Jahren verließen einige Mitglieder die Gemeinschaft und Joseph Seidnitzer zog sich 1990 vollständig und für immer von der Gemeinschaft zurück.
Die übrigen 21 Studenten der ehemaligen Gemeinschaft Werk des Heiligen Geistes unterstellten sich der Führung des slowakischen Bischofs Pavel Mária Hnilica SJ, des damaligen Rektors der Priestergemeinschaft im Engelwerk, und gingen nach Rom, um dort an der Lateranuniversität ihre Studien abzuschließen. Unter ihnen war auch Gebhard Paul Maria Sigl, der sich ebenso ganz unter die Leitung des Bischofs stellte.
Sie traten in die von Bischof Hnilica im Jahre 1968 gegründete Laienbewegung „Pro fratribus“ ein, die es sich zum Ziel gemacht hatte, die verfolgte Kirche in Osteuropa geistig und materiell zu unterstützen. Da die jungen Männer und Frauen, die sich ihnen nach und nach anschlossen, gottgeweiht leben wollten, erhielt die Bewegung eine Neuausrichtung und es kam zu einer Neugründung. Diese wurde am 14. August 1992 durch den Bischof von Rožňava, Msgr. Eduard Kojnok († 2011), unter dem neuen Namen „Pro Deo et fratribus – Familie Mariens“ (PDF-FM, meist nur Familie Mariens genannt) auf diözesaner Ebene anerkannt, und am 25. März 1995 vom Päpstlichen Rat für die Laien zu einer Vereinigung päpstlichen Rechts erhoben, mit der definitiven Anerkennung der Statuten am 25. März 2004. Die ersten 5 Mitglieder der Gemeinschaft wurden 1992 in Fátima, Portugal, zu Priestern geweiht.
Da sich Joseph Seidnitzer von der Gemeinschaft getrennt hatte, wurde 1991 auf seine Bitte hin seine Suspension vom Ordinarius in Graz-Seckau, Bischof Johann Weber, nach Rücksprache mit dem Innsbrucker Bischof Reinhold Stecher aufgehoben. Im Jahr 1993 starb Seidnitzer in Innsbruck.